# Общевойсковая структура КМП США

## Дивизия морской пехоты

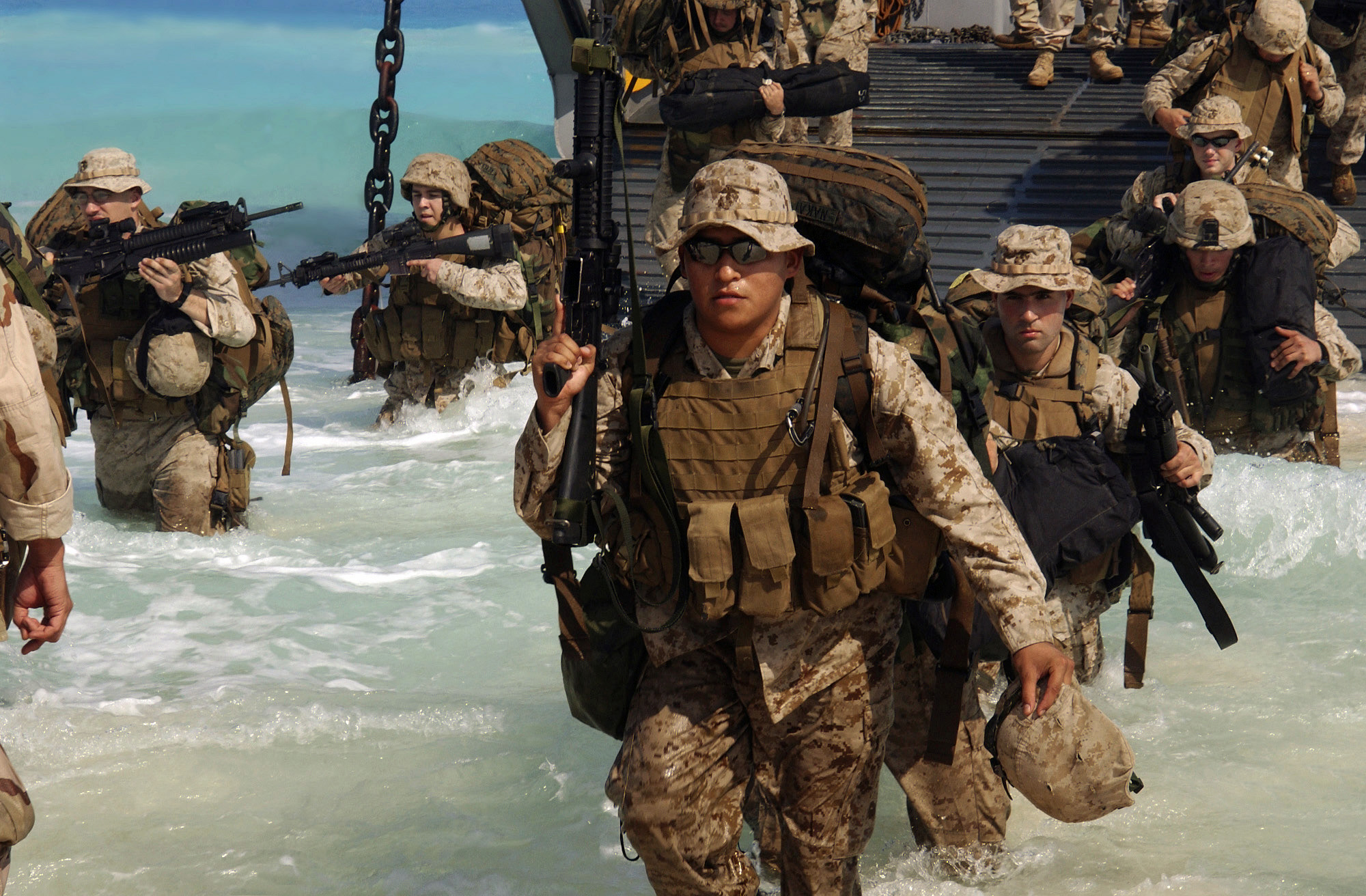
Бойцы 13 эомп высаживаются на берег во время совместных учений «Брайт Стар», Египет, 2005 г.

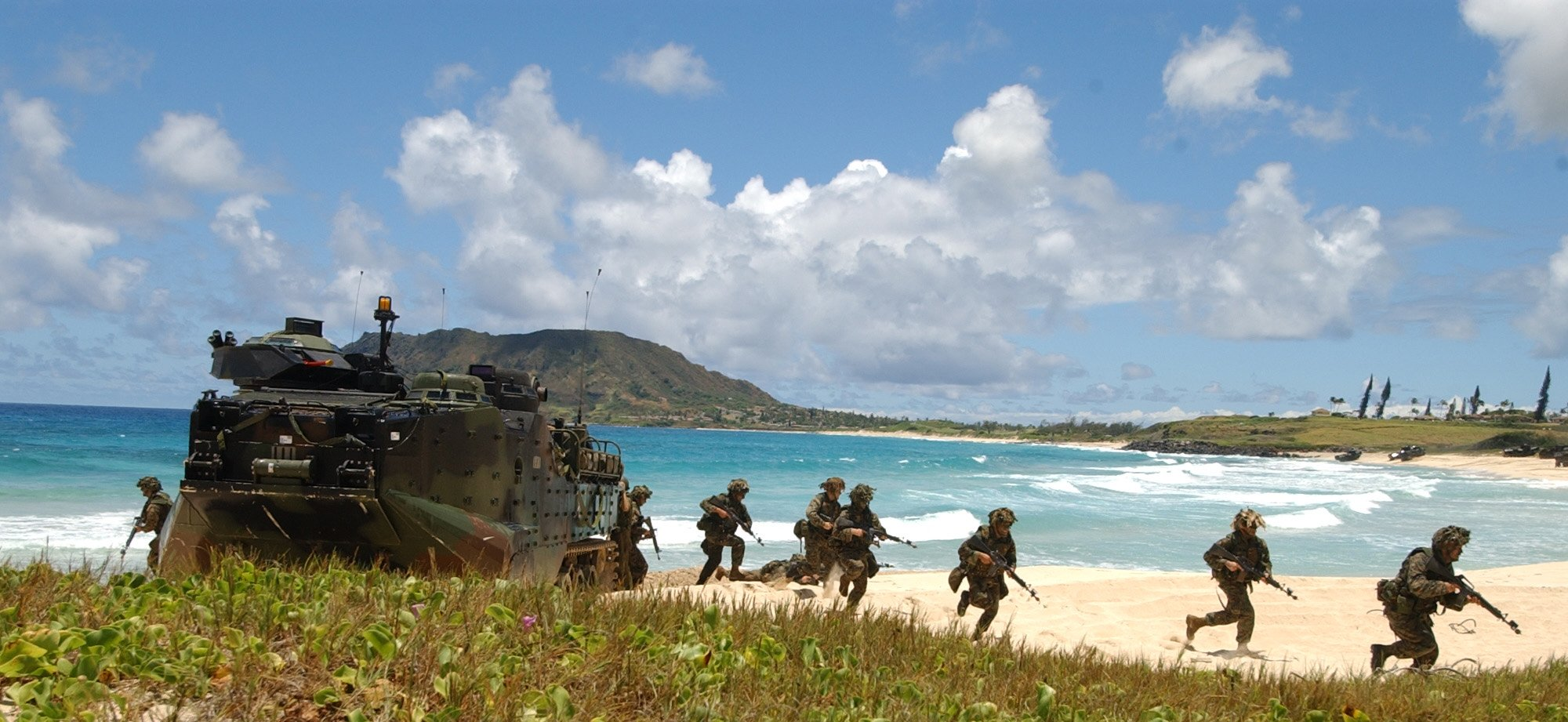
Учебное десантирование личного состава c плавающих машин десанта AAV-7 на побережье. Куба, 2004 г.

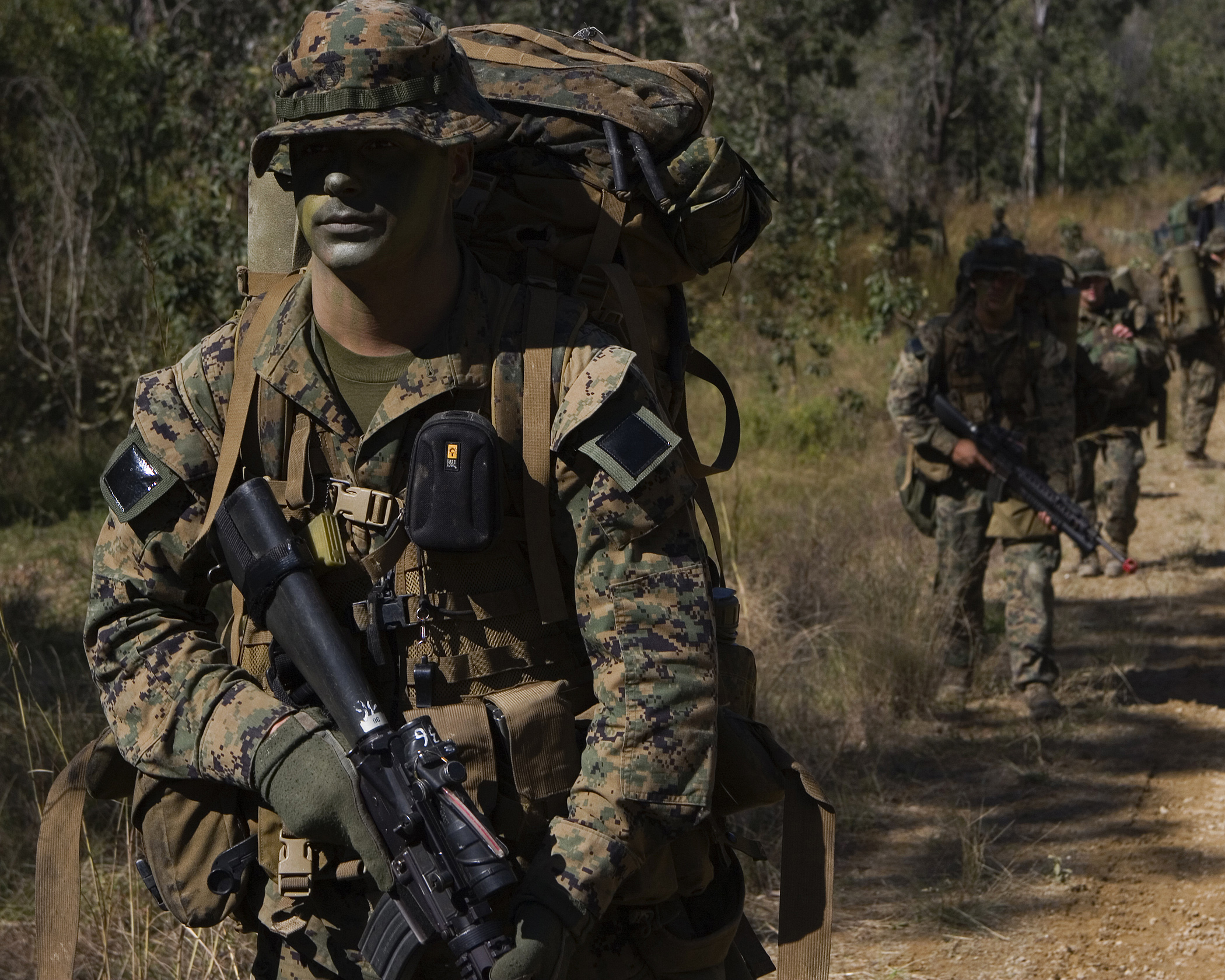
Бойцы 31 эомп на совместных учениях с ВС Австралии «Меч-талисман», июль 2007 г.

Дивизия морской пехоты — самое крупное тактическое соединение сухопутных сил морской пехоты численностью до 25 000 человек личного состава.
В КМП три дивизии постоянной готовности и одна дивизия запаса:
- 1-я дивизия морской пехоты — база в Сан-Диего (Сан-Диего, Калифорния)
- 2-я дивизия морской пехоты — база Кэмп-Леджен (Джэксонвилль, Северная Каролина)
- 3-я дивизия морской пехоты — базы Кэмп-Кортни и Кэмп-Смедли (Окинава, Япония)
- 4-я дивизия морской пехоты — кадрированная дивизия запаса (Новый Орлеан, Луизиана)

## Тактические группировки наземных сил и авиации морской пехоты

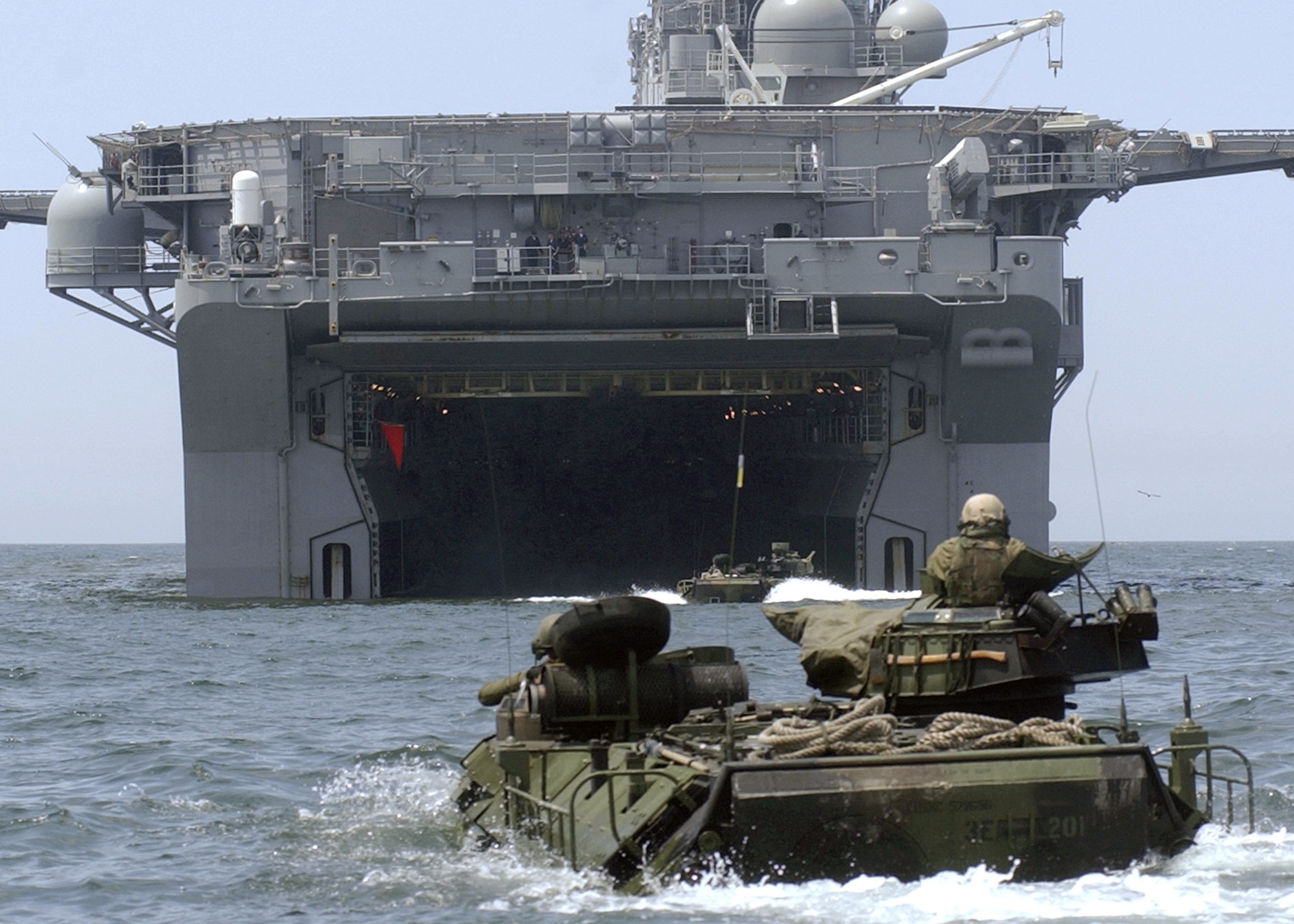
Плавающие машины десанта КМП США на подходе к десантному доку УДК № 6 «Боном Ришар» типа «Уосп».

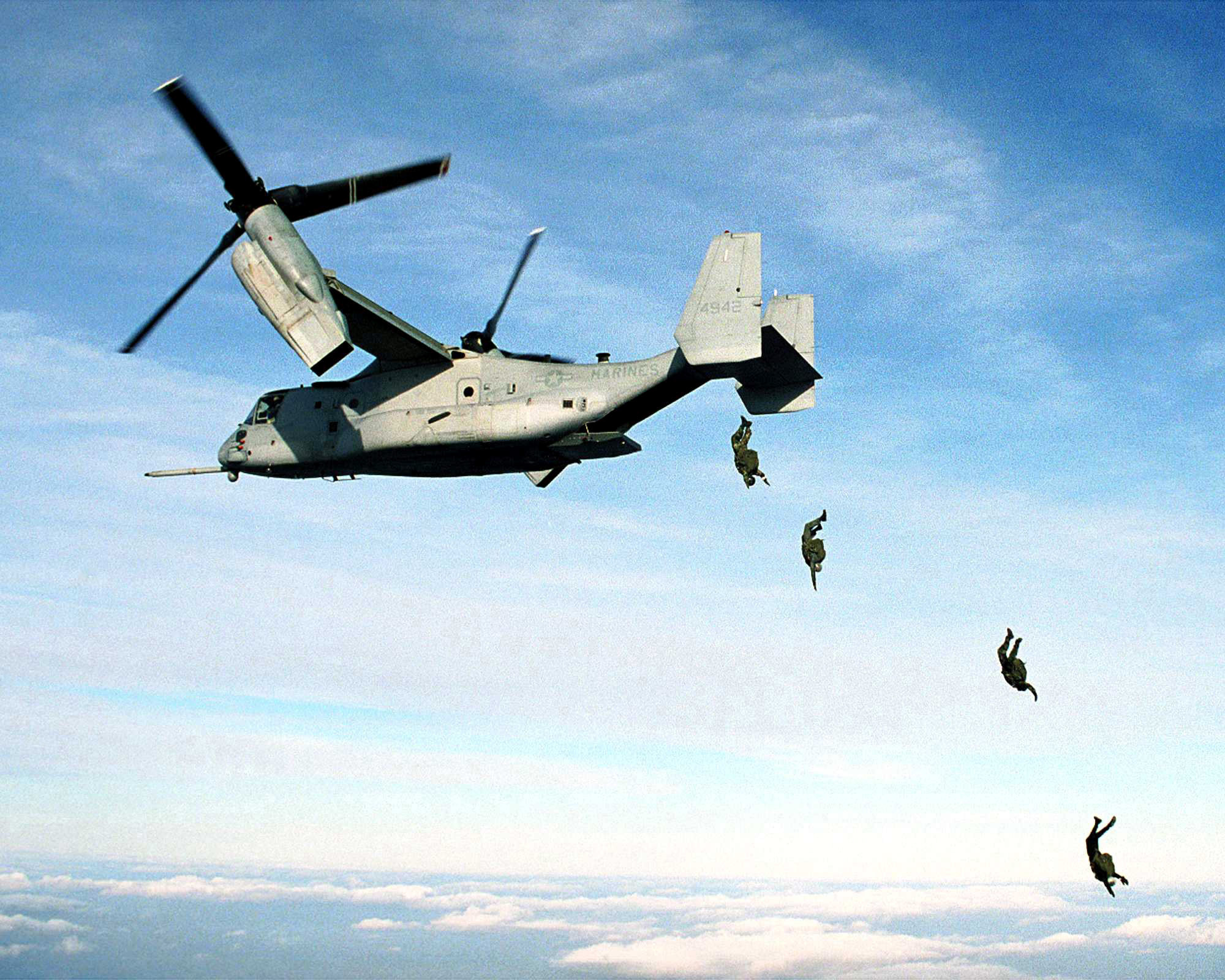
Выброска парашютного десанта с конвертоплана MV-22 Скопа АА КМП США

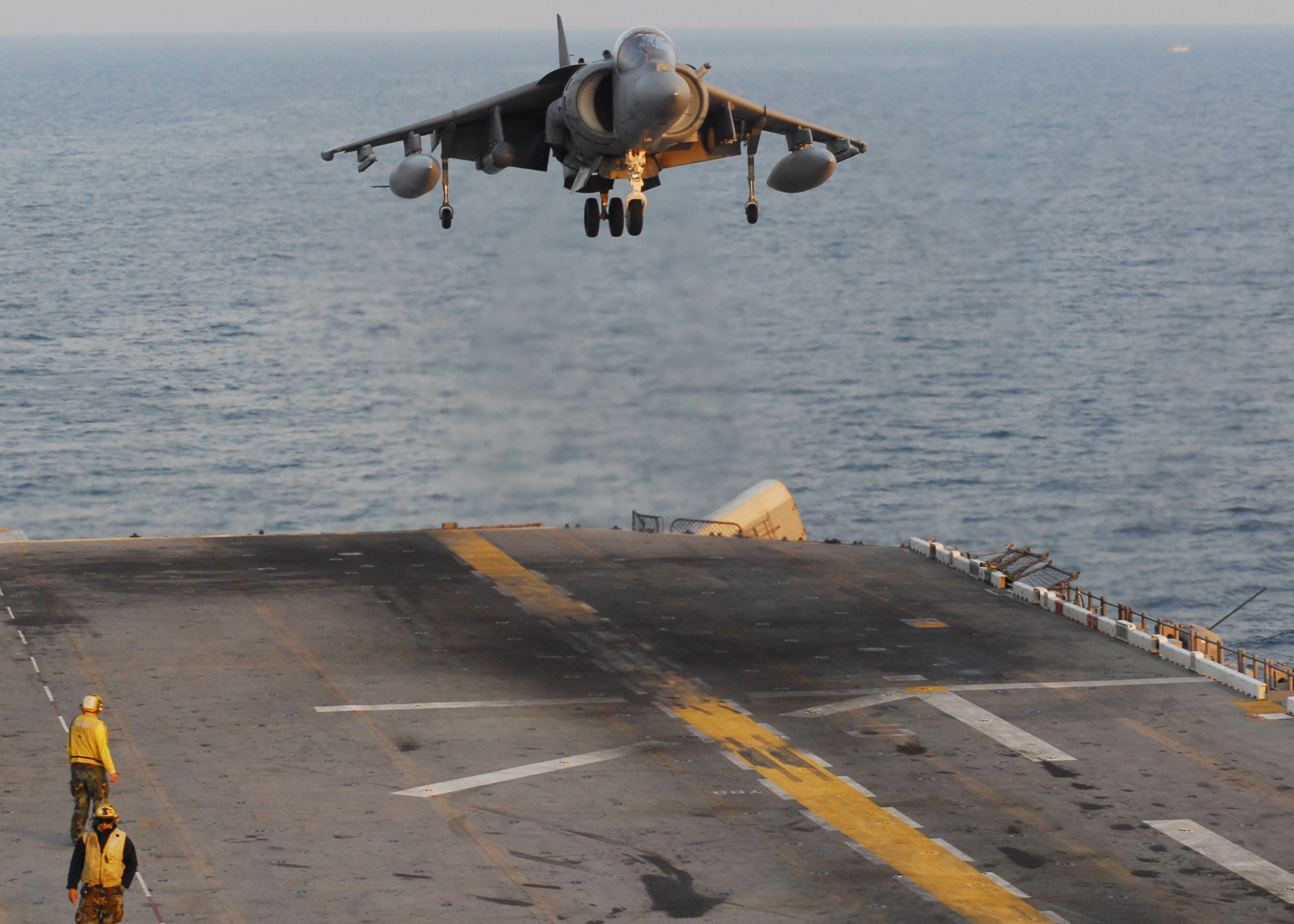
Посадка СВВП ИБА AV-8B «Харриер II» АА КМП США на УДК № 2 «Эссекс» типа «Уосп».

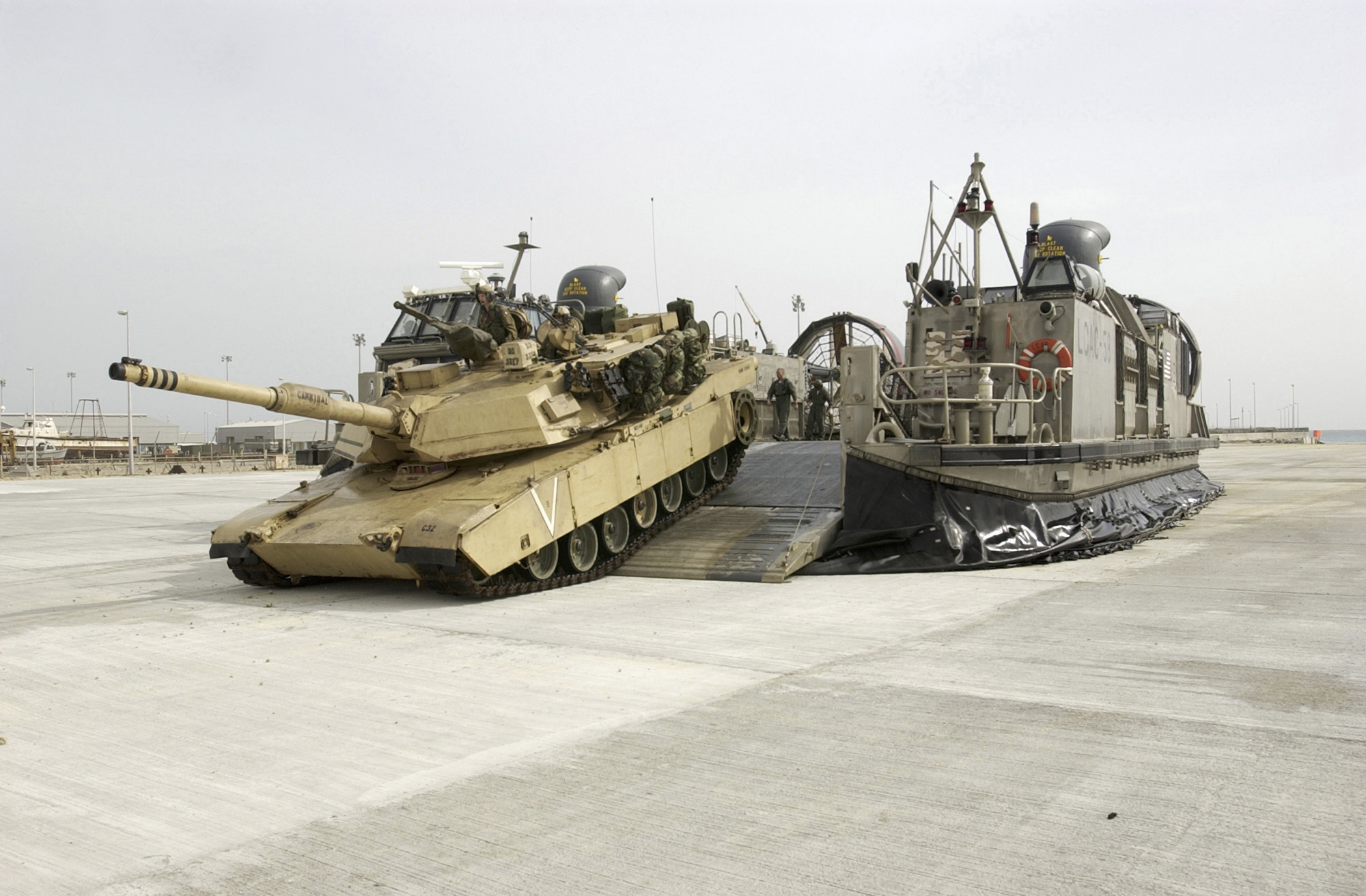
Выгрузка ОБТ «Абрамс» КМП США с борта десантного судна на воздушной подушке

Экспедиционные боевые действия морпехи ведут в составе тактических группировок наземных сил и авиации морской пехоты (Marine Air-Ground Task Force — MAGTF), состоящих из пехоты, авиации и артиллерии.
Существуют тактические группировки наземных сил и авиации трёх уровней:
- Экспедиционное соединение морской пехоты (Marine Expeditionary Force — MEF);
- Экспедиционная бригада морской пехоты (Marine Expeditionary Brigade — MEB);
- Экспедиционный отряд морской пехоты (Marine Expeditionary Unit — MEU).

## Сухопутные части и подразделения

### Пехотный батальон морской пехоты
Пехотный батальон трёх- или четырёхротного состава (до 1500 человек л/с) состоит из:
- штабной роты (Headquarters and Service (H&S) Company))
- 3 или 4 моторизованных рот, имеющих следующие сквозные обозначения в составе полка морской пехоты (с 1-й по 11-ю роты МП):
  - 1-я рота МП (Alpha Company)
  - 2-я (Bravo Company)
  - 3-я (Charlie Company)
  - 4-я (Delta Company)
  - 5-я (Echo Company)
  - 6-я (Fox Company)
  - 7-я (Golf Company)
  - 8-я (Hotel Company)
  - 9-я (India Company)
  - 10-я (Kilo Company)
  - 11-я (Lima Company)
- роты тяжелого вооружения (Weapons Company)

Механизированный разведывательный батальон КМП (1, 2, 3, 4) имеет на своём вооружении 145 колёсных БРМ (LAV-25) в различных вариантах вооружения:
- БРМ (LAV-25A1, LAV-25A2)
- самоходные миномёты (LAV-M) с 81-мм или 107-мм миномётом)
- СУ ПТУР «Toy» (LAV-AT)
- колесные ЗРПУ (LAV-AD)
- КШМ управления (LAV-C2)

### Стрелковая рота морской пехоты
В организационно-штатную структуру пехотного батальона входят от одной до пяти рот. Ротам присваивается алфавитные (A («Альфа»)/B («Браво»)/C («Чарли»)/D («Дельта»)/E («Эхо»), а полкам/батальонам — номерные порядковые обозначения. Позывной «Браво 3-1» обозначает 2-ю роту 3-го батальона 1-го полка МП.
Роты МП могут быть стрелковыми (rifle company), либо оружия (weapons company). Стрелковой ротой МП командует командир роты (должностная единица капитан КМП) с заместителем (должностная единица старшего лейтенанта КМП (first lieutenant USMC)).
Стрелковая рота МП состоит из:
- 3 стрелковых взводов
- 1 взвода тяжелого вооружения

В состав роты МП также входят
- специалист по БП
- ротный специалист по вооружению (gunnery sergeant)
- полевой фельдшер
- ротный писарь
- сержант военной полиции

Рота оружия (огневых средств) МП (weapons company) трехвзводного состава состоит из:
- миномётного взвода (3 81-мм миномета M252)
- противотанкового взвода
- пулеметного взвода.

### Стрелковый взвод морской пехоты
Стрелковым взводом МП командует командир взвода (должностная единица лейтенант КМП).
В состав стрелкового взвода МП (rifle platoon) входят:
- 3 стрелковых отделения
- заместитель командира взвода (staff sergeant)
- полевой фельдшер

Взводом оружия МП командует командир взвода (должностная единица лейтенант КМП).
Во взвод оружия МП (weapons platoon) входят:
- миномётное отделение (3 60-мм миномёта M224)
- пулемётное отделение (3 единых пулемёта M240)
- гранатометное отделение (6 ручных гранатомётов SMAW)
- взводный специалист по вооружению (gunnery sergeant)
- полевой фельдшер

Стрелковым отделением МП (squad) командует командир отделения (должностная единица сержант КМП).
Отделение (squad) состоит из трёх огневых групп.
Низшей боевой единицей МП США является огневая группа (fire team)) состоящая из:
- командира огневой группы (капрал, младший капрал)
- пулемётчика
- второго номера пулемётного расчета
- стрелка